# ترو فورم
ترو فورم (بالإنجليزية: TruForm)‏ وهو من تكنولوجيا إكساء الرسوميات تم تكويره من قبل شركة إي تي آي و استخدم في بطاقات العرض المرئي الداعمة لدايركت إكس 8 و مكتبة الرسوميات المفتوحة في أجهزة MAC و PC. وأستخدم لأول مرة في سلسلة ريدون آر 200, ولكن بدون كونها جزءا من دايركت إكس و مكتبة الرسوميات المفتوحة.